# Bürgermeisterei Osann
Die Bürgermeisterei Osann im Kreis Wittlich im Regierungsbezirk Trier in der preußischen Rheinprovinz war eine Bürgermeisterei mit
6 Dörfern, 1 Weiler, 1 einzelnem Hause, 2 Mühlen, welche 399 Feuerstellen und 2670 Einwohner hatten (Stand 1828).
Darin:
- Osann, ein Dorf mit 1 Katholischen Pfarrkirche, 90 Fst., 619 Einw. und Weinbau.
- Piesport, ein Dorf an der Mosel, mit dem Weiler Ferres, 1 Kathol. Pfarrkirche, 86 Fst., 519 Einw.
- Monzel, ein Dorf unweit der Mosel, mit 60 Fst., 426 Einw.
- Minheim, ein Dorf an der Mosel, mit 58 Fst., 369 Ew. und Weinbau.
- Platten, ein Dorf mit 1 Mühle, 52 Fst., 354 Einw. und Weinbau.
- Pohlbach, ein Dorf mit der Kath. Pfarrkirche Clausen nebst 1 Hause, 1 Mühle, 53 Fst., 383 Einw.